# Чон Чхольхо
Чон Чхольхо (7 квітня 1969) — північнокорейський важкоатлет.
Бронзовий призер Олімпійських Ігор 1996 року в категорії 76 кг, учасник 1992, 2000 років.
Бронзовий призер Чемпіонату світу 1989 року в категорії 75 кг.